# Cavarillos
Cavarillos est un aristocrate éduen, qui est à la tête de l'infanterie éduenne en -52.

## Famille
Tout ce que l'on sait de lui, c'est qu'il appartient à l'aristocratie.

## Biographie

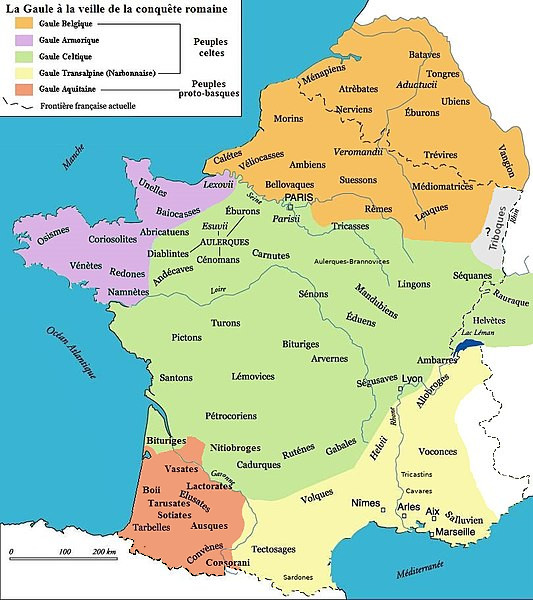
Carte des peuples celtes de Gaule.

Après la fuite de Litaviccos, Cavarillos est mis à la tête de l'infanterie éduenne, Praefectus Pedestris, en 52 av. J.-C.. César le fait prisonnier dans la bataille qui précède le mouvement de Vercingétorix vers Alésia.
«Tres nobilissimi Haedui capti ad Caesarem perducuntur : Cotus, praefectus equitum, qui controuersiam cum Conuictolitaui proximis comitiis habuerat, et Cauarillus, qui post defectionem Litauicci pedestribus copiis praefuerat, et Eporedorix, quo duce ante aduentu Caesaris Haedui cum Sequanis bello contenderant. »

« Trois Héduens de la plus haute naissance sont faits prisonniers et conduits à César : Cotos, chef de la cavalerie, qui avait été en conflit avec Convictolitavis lors des dernières élections ; Cavarillos, qui avait été placé à la tête de l’infanterie héduenne après la défection de Litaviccos, et Eporédorix, qui avant l’arrivée de César avait dirigé la guerre des Héduens contre les Séquanes. »
On ne sait ce qu'il devient après sa capture, mais il est probablement gracié avec les autres Éduens après la soumission de Vercingétorix.